# Kawasaki Ninja ZX-RR
La Kawasaki Ninja ZX-RR es una moto de Kawasaki, que compitió en el Campeonato del Mundo de MotoGP. 

## Historia
La moto debutó al final de la temporada de 2002 de MotoGP con el australiano Andrew Pitt y el japonés Akira Yanagawa.
En 2004, Shinya Nakano se unió al equipo y consiguió el primer podio de la ZX-RR con un tercer puesto en el Gran Premio de Japón. En 2005, Olivier Jacque consiguió un segundo lugar en el Gran Premio de China. El año siguiente Nakano terminó segundo en el Gran Premio de los Países Bajos. En 2007, Randy de Puniet consiguió un segundo lugar en el Gran Premio de Japón. En 2008 John Hopkins y Anthony West montaron la máquina.
La ZX-RR tuvo problemas en 2008, con los mejores resultados siendo dos quintos lugares de John Hopkins en Portugal y Anthony West en Brno. Hopkins y West culparon tanto la falta de feeling en el extremo delantero como la tracción trasera en la salida de las curvas. Anteriores ZX-RRs han sido difíciles de montar, pero más allá de las limitadas declaraciones de los pilotos no está claro cuáles fueron los problemas con la moto de 2008.
Al final de la temporada 2008, Kawasaki anunció su retiro del campeonato mundial de MotoGP.

## Pilotos
2002: Andrew Pitt

2003: Garry McCoy, Alex Hofmann, Andrew Pitt

2004: Shinya Nakano, Alex Hofmann

2005: Shinya Nakano, Olivier Jacque, Alex Hofmann

2006: Shinya Nakano, Randy de Puniet

2007: Randy de Puniet, Anthony West, Olivier Jacque, Fonsi Nieto (1 carrera), Akira Yanagawa (1 carrera)

2008: John Hopkins, Anthony West, Jamie Hacking (1 carrera)

2009: Marco Melandri

## Resultados

### Campeonato del Mundo de Motociclismo
(Clave) (negrita indica pole position) (cursiva indica vuelta rápida)

| Año  | Neu. | Equipo               | N.º | Piloto           | 1   | 2   | 3   | 4   | 5   | 6   | 7   | 8   | 9   | 10  | 11  | 12  | 13  | 14  | 15  | 16  | 17  | 18  | Puntos | CP  | Puntos | CC |
| ---- | ---- | -------------------- | --- | ---------------- | --- | --- | --- | --- | --- | --- | --- | --- | --- | --- | --- | --- | --- | --- | --- | --- | --- | --- | ------ | --- | ------ | -- |
| 2002 | D    |                      |     |                  | JPN | RSA | ESP | FRA | ITA | CAT | NED | GBR | GER | CZE | POR | RÍO | PAC | MAL | AUS | VAL |     |     |        |     |        |    |
| 2002 | D    | Kawasaki Racing Team | 48  | Akira Yanagawa   |     |     |     |     |     |     |     |     |     |     |     |     | Ret |     |     |     |     |     | 0      | NC  | 4      | 6º |
| 2002 | D    | Kawasaki Racing Team | 84  | Andrew Pitt      |     |     |     |     |     |     |     |     |     |     |     |     |     | 19  | 17  | 12  |     |     | 4      | 26º | 4      | 6º |
| 2003 | D    |                      |     |                  | JPN | RSA | ESP | FRA | ITA | CAT | NED | GBR | GER | CZE | POR | RÍO | PAC | MAL | AUS | VAL |     |     |        |     |        |    |
| 2003 | D    | Kawasaki Racing Team | 8   | Garry McCoy      | 16  | 17  | 18  | 9   | 15  | 17  | 18  | 16  | 16  | 18  | Ret | Ret | Ret | 19  | 13  | 19  |     |     | 11     | 22º | 19     | 7º |
| 2003 | D    | Kawasaki Racing Team | 48  | Akira Yanagawa   | 18  |     |     |     |     | Ret |     |     |     |     |     |     |     |     |     |     |     |     | 0      | NC  | 19     | 7º |
| 2003 | D    | Kawasaki Racing Team | 66  | Alex Hofmann     |     |     | 16  |     | 14  |     | 10  |     | 17  | 19  |     |     |     |     |     |     |     |     | 8      | 23º | 19     | 7º |
| 2003 | D    | Kawasaki Racing Team | 88  | Andrew Pitt      | 17  | 16  | 15  | Ret | 16  | Ret | 14  | 17  | 19  | 16  | 21  | 18  | 16  | 16  | 15  | 18  |     |     | 4      | 26º | 19     | 7º |
| 2004 | B    |                      |     |                  | RSA | ESP | FRA | ITA | CAT | NED | RÍO | GER | GBR | CZE | POR | JPN | QAT | MAL | AUS | VAL |     |     |        |     |        |    |
| 2004 | B    | Kawasaki Racing Team | 56  | Shinya Nakano    | 12  | 9   | Ret | Ret | 7   | Ret | 9   | 7   | 15  | 12  | 11  | 3   | Ret | 8   | 12  | 7   |     |     | 83     | 10º | 95     | 4º |
| 2004 | B    | Kawasaki Racing Team | 66  | Alex Hofmann     | Ret | 13  | Ret | 14  | 11  | 13  | 11  | 10  | 19  | 13  | 13  | 10  | 9   | Ret | 13  | 11  |     |     | 51     | 15º | 95     | 4º |
| 2005 | B    |                      |     |                  | ESP | POR | CHN | FRA | ITA | CAT | NED | USA | GBR | GER | CZE | JPN | MAL | QAT | AUS | TUR | VAL |     |        |     |        |    |
| 2005 | B    | Kawasaki Racing Team | 19  | Olivier Jacque   |     |     | 2   | 11  |     |     |     |     |     | Ret |     |     | Ret |     | 18  | 13  |     |     | 28     | 17º | 126    | 4º |
| 2005 | B    | Kawasaki Racing Team | 56  | Shinya Nakano    | 5   | 8   | Ret | 8   | 10  | 9   | 8   | 9   | Ret | 6   | 12  | Ret | Ret | 7   | 7   | 10  | 11  |     | 98     | 10º | 126    | 4º |
| 2005 | B    | Kawasaki Racing Team | 66  | Alex Hofmann     | 11  |     |     |     | 12  | 17  | Ret | 12  | 8   | Ret | 15  | Ret |     |     |     |     | 14  |     | 24     | 19º | 126    | 4º |
| 2006 | B    |                      |     |                  | ESP | QAT | TUR | CHN | FRA | ITA | CAT | NED | GBR | GER | USA | CZE | MAL | AUS | JPN | POR | VAL |     |        |     |        |    |
| 2006 | B    | Kawasaki Racing Team | 8   | Naoki Matsudo    |     |     |     |     |     |     |     |     |     |     |     |     |     |     | Ret |     |     |     | 0      | NC  | 109    | 6º |
| 2006 | B    | Kawasaki Racing Team | 17  | Randy de Puniet  | Ret | Ret | 12  | 12  | Ret | 13  | Ret | 14  | 12  | Ret | 12  | 14  | 13  | 11  | Ret | 10  | Ret |     | 37     | 16º | 109    | 6º |
| 2006 | B    | Kawasaki Racing Team | 56  | Shinya Nakano    | 7   | 11  | 8   | 10  | 12  | 11  | DSQ | 2   | Ret | 6   | Ret | 8   | Ret | 8   | Ret | Ret | 7   |     | 92     | 14º | 109    | 6º |
| 2007 | B    |                      |     |                  | QAT | ESP | TUR | CHN | FRA | ITA | CAT | GBR | NED | GER | USA | CZE | RSM | POR | JPN | AUS | MAL | VAL |        |     |        |    |
| 2007 | B    | Kawasaki Racing Team | 11  | Fonsi Nieto      |     |     |     |     | 11  |     |     |     |     |     |     |     |     |     |     |     |     |     | 5      | 22º | 144    | 5º |
| 2007 | B    | Kawasaki Racing Team | 13  | Anthony West     |     |     |     |     |     |     |     | 11  | 9   | 8   | 7   | 12  | 8   | 12  | 7   | 12  | 15  | 16  | 59     | 15º | 144    | 5º |
| 2007 | B    | Kawasaki Racing Team | 14  | Randy de Puniet  | Ret | 13  | 8   | 8   | Ret | Ret | 5   | 6   | Ret | Ret | 6   | 8   | Ret | Ret | 2   | 6   | 4   | 9   | 108    | 11º | 144    | 5º |
| 2007 | B    | Kawasaki Racing Team | 19  | Olivier Jacque   | 12  | 18  | Ret | WD  |     | 16  | WD  |     |     |     |     |     |     |     |     |     |     |     | 4      | 23º | 144    | 5º |
| 2007 | B    | Kawasaki Racing Team | 87  | Akira Yanagawa   |     |     |     |     |     |     |     |     |     |     |     |     |     |     | 17  |     |     |     | 0      | NC  | 144    | 5º |
| 2007 | B    | Kawasaki Racing Team | 95  | Roger Lee Hayden |     |     |     |     |     |     |     |     |     |     | 10  |     |     |     |     |     |     |     | 6      | 20º | 144    | 5º |
| 2008 | B    |                      |     |                  | QAT | ESP | POR | CHN | FRA | ITA | CAT | GBR | NED | GER | USA | CZE | RSM | IND | JPN | AUS | MAL | VAL |        |     |        |    |
| 2008 | B    | Kawasaki Racing Team | 12  | Jamie Hacking    |     |     |     |     |     |     |     |     |     |     | 11  |     |     |     |     |     |     |     | 5      | 20º | 88     | 5º |
| 2008 | B    | Kawasaki Racing Team | 13  | Anthony West     | 16  | 13  | 16  | 17  | 14  | 15  | 12  | 10  | Ret | 10  | 17  | 5   | 13  | 11  | 15  | 12  | 12  | 17  | 50     | 18º | 88     | 5º |
| 2008 | B    | Kawasaki Racing Team | 21  | John Hopkins     | 12  | 7   | 5   | 14  | Ret | Ret | 10  | Ret | DNS |     |     | 11  | 14  | 14  | 10  | 13  | 11  | 14  | 57     | 16º | 88     | 5º |
| 2009 | B    |                      |     |                  | QAT | JPN | ESP | FRA | ITA | CAT | NED | USA | GER | GBR | CZE | IND | RSM | POR | AUS | MAL | VAL |     |        |     |        |    |
| 2009 | B    | Hayate Racing Team   | 33  | Marco Melandri   | 14  | 6   | 5   | 2   | 11  | 14  | 11  | 10  | 7   | 7   | Ret | Ret | 8   | 12  | 7   | 8   | 17  |     | 108    | 10º | 108    | 5º |